# تام باندی
 تام باندی (انگلیسی: Tom Bundy؛ زاده ۸ اکتبر ۱۸۸۱ درگذشته ۱۳ اکتبر ۱۹۴۵) یک تنیس‌باز اهل ایالات متحده آمریکا بود. 